# Simone Ashley
Simone Ashwini Pillai, professioneel bekend als Simone Ashley (Camberley, 30 maart 1995), is een Brits actrice. Ze werd bekend vanwege haar rollen in de Netflix-series Sex Education (2019–2021) en Bridgerton (2022–heden).

## Biografie
Ashley werd geboren in een gezin van eerste generatie migranten van Indiase achtergrond, en heeft een oudere broer. Ze genoot haar acteer- en theateropleiding aan de Redroofs Theatre School in Maidenhead (Berkshire) en vervolgens de Arts Educational School in Chiswick (Hounslow).
Ashley maakte haar speelfilmdebuut in 2018 met een kleine rol in Boogie Man als Aarti en een prominente rol in Kill Ben Lyk als een van de personages genaamd Ben Lyk. Vanaf 2019 speelde Ashley de rol van Olivia Hanan in het Netflix-komedie-drama Sex Education, een rol die ze uiteindelijk drie seizoenen vervulde. Ze verscheen tevens in de ITV psychologische thriller-miniserie The Sister als Elise Fox.
Nadat ze in 2020 auditie had gedaan, werd in februari 2021 aangekondigd dat Ashley de hoofdrol zou spelen tegenover Jonathan Bailey in het tweede seizoen van het romantische drama Bridgerton. Het tweede seizoen werd in maart 2022 uitgebracht en Ashley was in alle afleveringen te zien. Tevens werd aangekondigd dat Ashley ook in het derde seizoen zou terugkeren.
In 2023 verscheen Ashley in de film The Little Mermaid als Indira, de zus van hoofdpersoon Ariël.

## Trivia
- Ashley staat in 2022 in de Europese Forbes 30 Under 30-lijst – een lijst die de meest veelbelovende personen met een leeftijd onder de dertig jaar duidt – in de categorie entertainment.[5]